# Мастерской канал
Мастерско́й канал — не существующий сейчас канал в Санкт-Петербурге.
Был прорыт через остров Усадица в XVIII веке (предположительно в 1710 году) от засыпанного сейчас Адмиралтейского рва до Крюкова канала.
Был переименован в Адмиралтейский канал вместе с Прядильным каналом в 1738 году.

По сегодняшней карте города проходил на территории 2-го Адмиралтейского острова от Адмиралтейства через Исаакиевскую площадь вместо кварталов между улицей Якубовича и Конногвардейским бульваром до Крюкова канала.
Через канал был перекинут, по меньшей мере, один деревянный подъёмный мост.
Канал был засыпан в 1842 году для постройки здания манежа лейб-гвардии Конного полка (ныне — Центральный выставочный зал «Манеж (Санкт-Петербург)»).
Воспоминания А. П. Бутенкова. «Русский архив», 1881 год, часть III:
…Исаакиевская площадь прорезана небольшим каналом, шедшим от Адмиралтейства и доходившим до Крюкова канала… Подъёмный мост соединял обе половины площади, из коих на одной возвышался памятник Петру, а на другой — Исаакиевский собор…